# Wacha Imre
Wacha Imre (Győr, 1931. május 25. – 2018. február 13.) magyar nyelvész, beszédtanár, szakíró, Wacha Balázs nyelvésznek, Schiller Judit férjének a nagybátyja.

## Életpályája
Az Eötvös Loránd Tudományegyetemen végzett, majd nyelvészként a Magyar Tudományos Akadémia Nyelvtudományi Intézetének munkatársa volt. Több szótár, kézikönyv szerkesztésében vett részt.
1964-től kezdve oktatta a helyes magyar kiejtésre a rádió, majd a televízió bemondóit. Dolgozott Bőzsöny Ferenccel, Debrenti Piroskával, támogatta Acél Anna, Kertész Zsuzsa, Török Annamária, Varga János, Szlotta Judit és Bordi András indulását a pályán.

## Emlékezete
Budapesten a Szent Család templomban nyugszik (VI. Szondi u. 67.) 

## Művei
- Grétsy László–Wacha Imre: A műszaki nyelv művelése; Akadémiai, Bp., 1961 (Nyelvőr füzetek)
- Az 1967. évi Kazinczy kiejtési verseny tapasztalatai; Fővárosi Tanács, Bp., 1967
- A rádióbemondó beszéde. Tanulmányok; szerk. Wacha Imre; s.n., Bp., 1973 (MRT Tömegkommunikációs Kutatóközpontjának szakkönyvtára)
- Petőfi-szótár. Petőfi Sándor életművének szókészlete; szerk. J. Soltész Katalin, Szabó Dénes, Wacha Imre; Akadémiai, Bp., 1973-1987
- Beszélgessünk a beszédről!; Kossuth, Bp., 1978
- Z. Szabó László–Wacha Imre: A Kazinczy-versenyek története; Kazinczy Gimnázium és Szakközépiskola, Győr, 1978
- A gondolat átadásának kommunikációs, nyelvi, stilisztikai gondjairól; PTK, Bp., 1980 (Vezetői füzetek. Pest Megyei Pedagógus Továbbképző)
- Retorika. Beszédtechnikai alapozás. Gyakorlatok; szerk. Wacha Imre, Montágh Imre, Magyar Szocialista Munkáspárt Politikai Főiskola, Pedagógiai Tanszék, Bp., 1983
- Poór Ferenc–Wacha Imre: A pedagógiai kommunikációs képességek és fejlesztésük videotechnika segítségével; Országos Oktatástechnikai Központ, Veszprém, 1984
- Retorika olvasókönyv. Részletek a Nyelvtan – stílus – szónoklás és a Szónokok, előadók kézikönyve című művekből; összeáll. Wacha Imre; Magyar Szocialista Munkáspárt Politikai Főiskola, Pedagógiai Tanszék, Bp., 1985
- A szó becsülete. Íróink az anyanyelvről, 1541-1980; vál., szerk. Z. Szabó László és Wacha Imre; Hazafias Népfront Országos Tanácsa, Bp., 1985
- Nyelvi illemtan; szerk. Deme László, Grétsy László, Wacha Imre; ILK, Bp., 1987
- Közéleti beszédünk; Kossuth, Bp., 1987
- A retorika vázlata; Politikai Főiskola Pedagógia Tanszék; 4. jav., bőv. kiad.; MSZMP Politikai Főiskola, Bp., 1989
- Z. Szabó László–Wacha Imre: A Kazinczy-versenyek huszonöt éve; Kazinczy Ferenc Gimnázium, Győr, 1991
- A korszerű retorika alapjai, 1-2.; Szemimpex, Bp., 1994
- Beszédművelés gyakorlószövegek. Beszédtechnika, szövegértelmezés, szövegmegközelítés, beszédstílus; összeáll. Wacha Imre; Magyar Rádió, Bp., 1996
- Gondolatok a rádióhírek nyelvéről és kommunikativitásáról; Magyar Rádió, Bp., 1997
- Szöveg és hangzása. Cikkek, tanulmányok a beszédről; Magyar Rádió, Bp., 1999
- Beszédművelés gyakorlószövegek. Beszédtechnika, szövegértelmezés, szövegmegközelítés, beszédstílus; Anyanyelvápolók Erdélyi Szövetsége, Kolozsvár, 1999 (AESZ-füzetek)
- Elekfi László–Wacha Imre: Az értelmes beszéd hangzása. Mondatfonetika, kitekintéssel a szövegfonetikára; Szemimpex, Bp., 2003
- Igényesen magyarul. A helyes kiejtés kézikönyve; Argumentum, Bp., 2010
- Nem csak szóból ért az ember. A nonverbális kommunikáció eszköztára; Tinta, Bp., 2011 (Az ékesszólás kiskönyvtára)
- A Kazinczy-versenyek és a helyes kiejtés néhány kérdéséről; Kazinczy Ferenc Gimnázium, Győr, 2011
- Beszédtechnika. Alapismeretek és szövegértelmezés magyarázatokkal, 1-2.; Tinta, Bp., 2015
- Kvaterkázás. Derűs visszaemlékezések, anekdoták a XX. század második felének magyar nyelvészeiről, nyelvművelőiről; összehordogatta Wacha Imre; Anyanyelvápolók Szövetsége, Bp., 2016

Közel 300 cikke, tanulmánya jelent meg.

## Díjai, elismerései
- Az MTVA életműdíja (2014)
- A Magyar Érdemrend tisztikeresztje, polgári tagozat (2015)
- Arany Kazinczy-díj az Anyanyelvápolók Szövetségétől (2017)